# Samsung Galaxy A72
El Samsung Galaxy A72 es un teléfono inteligente basado en Android de gama media desarrollado y fabricado por Samsung Electronics. El teléfono, anunciado junto con el Galaxy A52 en el evento virtual Awesome Unpacked de Samsung el 17 de marzo de 2021, es el sucesor del Galaxy A71 y el procesador del Galaxy A73 5g. El Galaxy A72 conserva muchas de las características de su iteración anterior, pero también incluye una batería mejorada de 5000 mAh, resistencia al agua y al polvo IP67 y la inclusión de una cámara de teleobjetivo de 8 MP.

## Especificaciones

### Diseño
El Galaxy A72 tiene un diseño similar al de su predecesor. Tiene una pantalla Infinity-O con un recorte para la cámara frontal como el Galaxy A71. Sin embargo, el dispositivo tiene opciones de color mate en lugar de los acabados degradados brillantes de su predecesor. Está disponible con las opciones de color Awesome Black (negro), Awesome White (blanco), Awesome Violet (violeta) y Awesome Blue (azul). La pantalla está protegida por Corning Gorilla Glass 3, mientras que el marco y el panel posterior están hechos de plástico. Posee resistencia al agua y al polvo IP67.

### Hardware
Está potenciado por el SoC Qualcomm Snapdragon 720G con proceso de fabricación de 8 nm, una CPU de ocho núcleos que comprende un clúster de alto rendimiento con 2 núcleos Kryo 465 Gold de 2,3 GHz y un clúster de alta eficiencia con 6 núcleos de 1,8 GHz Núcleos Kryo 465 Silver y GPU Adreno 618, junto con 6 u 8 GB de RAM y 128 GB de almacenamiento interno. El SoC que integra el Galaxy A72 es ligeramente mejor en las pruebas comparativas de CPU de un solo núcleo que el SoC del predecesor Galaxy A71, el Qualcomm Snapdragon 730G (una de las versiones de chipset del Galaxy A71) y Qualcomm Snapdragon 730 (chipset original del Galaxy A71).
El Galaxy A72 tiene una pantalla Super AMOLED de 6,7 pulgadas con un brillo máximo de 800 nits, una relación de aspecto de 20:9, una resolución de 1080x2400 píxeles, una densidad de píxeles de ~393 ppi y una frecuencia de actualización de 90 Hz. La pantalla también tiene un orificio perforado para la cámara frontal.
El dispositivo tiene una configuración de cámara trasera cuádruple con una cámara principal de 64 MP con estabilización de imagen óptica (OIS), una cámara gran angular de 12 MP, una cámara de teleobjetivo de 8 MP con estabilización de imagen óptica y zoom óptico (sin pérdidas) de 3x (con capacidad de zoom a 30x), una cámara de profundidad de 5 MP y un flash LED La cámara frontal tiene una resolución de 32 MP.
Cuenta con conectividad Bluetooth 5.1, Wi-Fi 802.11 a/b/g/n/ac, un conector para auriculares de 3,5 mm y NFC. Tiene una batería no extraíble de 5000 mAh con soporte de carga rápida de 25W. El cargador de 25 W está incluido en la caja, a diferencia del Galaxy A52 con un cargador de 15 W.
Tiene parlantes estéreo, un sensor de huellas dactilares debajo de la pantalla y una ranura híbrida Dual-SIM (combinación de tarjetas Nano-SIM/MicroSD).

### Software
De fábrica ejecuta Android 11 con One UI 3/3.1, actualizable a Android 14 con One UI 6.0.
Recibirá actualizaciones de seguridad. Sin embargo, estas actualizaciones no son mensuales como solía ser para el A71 o A52. Actualmente se encuentra en el programa de actualización trimestral del sitio web de seguridad de Samsung.